# Stenodontus tristis
Stenodontus tristis là một loài tò vò trong họ Ichneumonidae.